# クイーンズ・カウンティ統監
クイーンズ・カウンティ統監（クイーンズ・カウンティとうかん、英語: Lord Lieutenant of Queen's County）は、イギリスの官職。統監の1つで、クイーンズ・カウンティ（現リーシュ県）を担当する。1831年首席治安判事（アイルランド）法（Custos Rotulorum (Ireland) Act 1831）により、Governor職を置き換える形で設立され、クイーンズ・カウンティ首席治安判事も兼任する。1922年に建国したアイルランド自由国では統監が任命されなくなったが、法律自体は残り、1983年制定法整理法で正式に廃止された。

## 一覧
- 1831年10月17日 – 1855年10月19日：第2代ド・ヴェシー子爵ジョン・ヴィジー[3]
- 1855年11月17日 – 1883年1月22日：ジョン・フィッツパトリック（のち初代カースルタウン男爵）[3]
- 1883年3月28日 – 1900年12月：第4代ド・ヴェシー子爵ジョン・ヴィジー[3]
- 1900年12月28日 – 1920年10月22日：第12代準男爵サー・アルジャーノン・クート[3]
- 1920年11月11日 – 1922年：初代準男爵サー・ハチソン・ポーイ（英語版）[3]